# Lawinenstein
Der Lawinenstein, auch Lowea(h)n, ist ein 1965 m ü. A. hoher Berg im Toten Gebirge in der Steiermark am Westrand der Tauplitzalm. Der Berg fällt nach Norden und Westen steil ins Tal des Salzabaches ab. Die Ostflanke fällt zur Tauplitzalm ab. Am Gipfel befindet sich ein Gipfelkreuz. Im Winter ist der Lawinenstein mit einem Sessellift erreichbar. In der Südflanke befindet sich eine Skipiste. Der Name ist eine Verballhornung des sehr alten, vielleicht vorslawischen Namens Loweahn, wie dieser Berg auch heute noch von den Einheimischen genannt wird.

## Aufstieg
- Bezeichneter Weg 274 vom Holl-Haus durch die Ostflanke
- Bezeichneter Weg 274a von der Lopernalm durch die Südflanke